# Chaveyriat
Chaveyriat és un municipi francès situat al departament de l'Ain i a la regió d'Alvèrnia-Roine-Alps. L'any 2007 tenia 896 habitants.

## Demografia

### Població
El 2007 la població de fet de Chaveyriat era de 896 persones. Hi havia 347 famílies de les quals 71 eren unipersonals (43 homes vivint sols i 28 dones vivint soles), 126 parelles sense fills, 134 parelles amb fills i 16 famílies monoparentals amb fills.
La població ha evolucionat segons el següent gràfic:
Habitants censats

### Habitatges
El 2007 hi havia 386 habitatges, 351 eren l'habitatge principal de la família, 18 eren segones residències i 17 estaven desocupats. 372 eren cases i 14 eren apartaments. Dels 351 habitatges principals, 287 estaven ocupats pels seus propietaris, 57 estaven llogats i ocupats pels llogaters i 6 estaven cedits a títol gratuït; 8 tenien dues cambres, 46 en tenien tres, 102 en tenien quatre i 195 en tenien cinc o més. 301 habitatges disposaven pel capbaix d'una plaça de pàrquing. A 127 habitatges hi havia un automòbil i a 208 n'hi havia dos o més.

### Piràmide de població
La piràmide de població per edats i sexe el 2009 era:
| Homes | Edats   | Dones |
| ----- | ------- | ----- |
| 0     | 95 o +  | 0     |
| 4     | 90 a 94 | 0     |
| 0     | 85 a 89 | 8     |
| 4     | 80 a 84 | 4     |
| 4     | 75 a 79 | 24    |
| 24    | 70 a 74 | 16    |
| 4     | 65 a 69 | 16    |
| 24    | 60 a 64 | 12    |
| 20    | 55 a 59 | 12    |
| 16    | 50 a 54 | 20    |
| 40    | 45 a 49 | 28    |
| 36    | 40 a 44 | 36    |
| 48    | 35 a 39 | 48    |
| 28    | 30 a 34 | 24    |
| 16    | 25 a 29 | 24    |
| 0     | 20 a 24 | 8     |
| 40    | 15 a 19 | 40    |
| 24    | 10 a 14 | 28    |
| 36    | 5 a 9   | 28    |
| 16    | 0 a 4   | 24    |

## Economia
El 2007 la població en edat de treballar era de 585 persones, 453 eren actives i 132 eren inactives. De les 453 persones actives 434 estaven ocupades (230 homes i 204 dones) i 19 estaven aturades (9 homes i 10 dones). De les 132 persones inactives 56 estaven jubilades, 43 estaven estudiant i 33 estaven classificades com a «altres inactius».

### Ingressos
El 2009 a Chaveyriat hi havia 363 unitats fiscals que integraven 967 persones, la mediana anual d'ingressos fiscals per persona era de 17.224 €.

### Activitats econòmiques
Dels 31 establiments que hi havia el 2007, 1 era d'una empresa extractiva, 1 d'una empresa alimentària, 3 d'empreses de fabricació d'altres productes industrials, 11 d'empreses de construcció, 5 d'empreses de comerç i reparació d'automòbils, 4 d'empreses d'hostatgeria i restauració, 2 d'empreses financeres, 1 d'una empresa immobiliària i 3 d'empreses classificades com a «altres activitats de serveis».
Dels 13 establiments de servei als particulars que hi havia el 2009, 1 era un taller de reparació d'automòbils i de material agrícola, 4 paletes, 2 guixaires pintors, 1 fusteria, 1 electricista, 1 perruqueria i 3 restaurants.
L'únic establiment comercial que hi havia el 2009 era una fleca.
L'any 2000 a Chaveyriat hi havia 33 explotacions agrícoles que ocupaven un total de 1.365 hectàrees.

## Equipaments sanitaris i escolars
El 2009 hi havia una escola elemental integrada dins d'un grup escolar amb les comunes properes formant una escola dispersa.

## Poblacions més properes
El següent diagrama mostra les poblacions més properes.